# 남군포 나들목
남군포 나들목(S.Gunpo IC)은 경기도 군포시 부곡동에 설치된 평택파주고속도로의 3번 교차로이다. 2016년 4월 29일에 개통되었으며, 영동고속도로 동군포 나들목 인근에 설치되어 번영로를 통해 간접 연결된다. 요금소 건물에 수도권서부고속도로주식회사 본사가 있다. 2008년 고속도로 계획 당시에는 대야미 나들목이라는 가칭으로 불렸다.

## 연혁
- 2011년 3월 21일 : 나들목 신설을 위해 군포시 도시계획시설 교통광장에 부곡동 일원을 고시[2]
- 2016년 4월 29일 : 수원문산고속도로 수원 ~ 광명 구간 개통과 함께 영업 개시[3]

## 구조물 정보
- 위치 : 경기도 군포시 부곡동
- 영업소: 경기도 군포시 번영로 147-95 (부곡동)
- 수도권서부고속도로 본사: 경기도 군포시 번영로 147-95 (부곡동)

## 접속하는 도로
- 번영로
- 간접 연결 : 50호선 영동고속도로 (동군포 나들목 이용)

## 교통량 정보
| 요금소          | 통행량 (대/일) | 통행량 (대/일) | 통행량 (대/일) | 통행량 (대/일) | 각주  |
| 요금소          | 2016년         | 2017년         | 2018년         | 2019년         | 각주  |
| --------------- | -------------- | -------------- | -------------- | -------------- | ----- |
| 남군포 (폐쇄식) | 1,956          | 2,660          | 2,513          | 2,652          | [ 4 ] |